# Campionati italiani assoluti di atletica leggera indoor 2025
I cinquantaseiesimi campionati italiani assoluti di atletica leggera indoor si svolgeranno al PalaCasali di Ancona, sede della manifestazione per la diciottesima volta, il 22 e 23 febbraio 2025 e si assegneranno 26 titoli (13 maschili e 13 femminili), a cui si aggiungeranno i titoli dei campioni italiani di prove multiple, uno maschile e uno femminile. 

## Minimi di partecipazione[2]
| Specialità  | Uomini                                 | Donne                                  |
| ----------- | -------------------------------------- | -------------------------------------- |
| 60 m        | 6"80 (i); 100: 10"30 (o); 50: 5"90 (i) | 7"54 (i); 100: 11"70 (o); 50: 6"54 (i) |
| 400 m       | 48"05 (i); 47"05 (o)                   | 54"50 (i); 53"30 (o)                   |
| 800 m       | 1'50"80 (i); 1'48"00 (o)               | 2'06"50 (i); 2'04"00 (o)               |
| 1500 m      | 3'46"20 (i); 3'42"00 (o)               | 4'23"00 (i); 4'11"00 (o)               |
| 3000 m      | 8'09"00 (i); 8'04"00 (o)               | 9'30"00 (i); 9'20"00 (o)               |
| 60 hs       | 8"30 (i); 110hs: 14"40 (o)             | 8"55 (i); 100hs: 13"80 (o)             |
| Alto        | 2.10 m                                 | 1.78 m                                 |
| Lungo       | 7.60 m                                 | 6.10 m                                 |
| Asta        | 5.10 m                                 | 3.95 m                                 |
| Triplo      | 15.60 m                                | 12.70 m                                |
| Peso        | 15.90 m                                | 13.70 m                                |
| Pentathlon  | -                                      | 3600; Eptathlon: 5000                  |
| Eptathlon   | 4800; Decathlon: 6300                  | -                                      |
| Marcia 3 km | -                                      | 14'20"00; 5000/5km: 23"15'00           |
| Marcia 5 km | 21’00”00                               | -                                      |

## Risultati

### Uomini
| Specialità                                                                              | Oro                                                                                        | Prestazione | Argento                                                                                  | Prestazione | Bronzo                                                                             | Prestazione |
| Corse                                                                                   |                                                                                            |             |                                                                                          |             |                                                                                    |             |
| 60 m piani                                                                              | Yassin Bandaogo Gruppo Sportivo Fiamme Oro                                                 | 6"69        | Stephen Awuah Baffour CUS Torino                                                         | 6"70        | Samuele Ceccarelli Gruppo Sportivo Fiamme Oro                                      | 6"70        |
| 400 m piani                                                                             | Luca Sito Gruppo Sportivo Fiamme Gialle                                                    | 46"15       | Matteo Raimondi Pro Sesto Atletica                                                       | 46"42       | Alessandro Moscardi Atletica Firenze Marathon                                      | 47"45       |
| 800 m piani                                                                             | Giovanni Lazzaro Centro Sportivo Aeronautica Militare                                      | 1'47"42     | Simone Barontini Gruppo Sportivo Fiamme Azzurre                                          | 1'47"91     | Tommaso Maniscalco Atletica Studentesca Rieti Andrea Milardi                       | 1'48"80     |
| 1500 m piani                                                                            | Federico Riva Gruppo Sportivo Fiamme Gialle                                                | 3'54"37     | Simone Valduga Centro Sportivo Aeronautica Militare                                      | 3'55"04     | Joao Bussotti Centro Sportivo Esercito                                             | 3'55"09     |
| 3000 m piani                                                                            | Federico Riva Gruppo Sportivo Fiamme Gialle                                                | 7'57"12     | Francesco Guerra Centro Sportivo Carabinieri                                             | 7'58"35     | Pietro Pellegrini Atletica Valle di Cembra                                         | 8'02"87     |
| 60 m hs                                                                                 | Nicolò Giacalone Atletica Biotekna                                                         | 7"82        | Hassane Fofana Gruppo Sportivo Fiamme Oro                                                | 7"82        | Oliver Mulas Athletic Club 96 Alperia                                              | 7"88 =      |
| Marcia 5000 m                                                                           | Francesco Fortunato Gruppo Sportivo Fiamme Gialle                                          | 17'15"65    | Gianluca Picchiottino Gruppo Sportivo Fiamme Gialle                                      | 18'50"11    | Riccardo Orsoni Gruppo Sportivo Fiamme Gialle                                      | 18'56"55    |
| Staffetta 4×2 giri                                                                      | Atletica Biotekna Alessandro Franceschini Jean Marie Robbin Andrea Federici Pietro Pivotto | 3'15"41     | Pro Sesto Atletica Francesco Gargantini Matteo Di Benedetto Mattia Cella Matteo Raimondi | 3'15"88     | Assindustria Sport Jacopo Albertin Lorenzo De Bortoli Luca Ostanello Filippo Cibin | 3'16"31     |
| Concorsi                                                                                |                                                                                            |             |                                                                                          |             |                                                                                    |             |
| Salto in alto                                                                           | Matteo Sioli Euroatletica 2002                                                             | 2,28 m      | Manuel Lando Centro Sportivo Aeronautica Militare                                        | 2,26 m      | Federico Celebrin Trevisatletica                                                   | 2,23 m      |
| Salto con l'asta                                                                        | Matteo Oliveri Centro Sportivo Carabinieri                                                 | 5,70 m      | Federico Biancoli Atletica Riccardi                                                      | 5,25 m      | Simone Bertelli Gruppo Sportivo Fiamme Gialle                                      | 5,25 m      |
| Salto in lungo                                                                          | Daniele Inzoli Atletica Riccardi                                                           | 7,93 m      | Leonardo Pini Cremona Sportiva Atletica Arvedi                                           | 7,67 m      | Riccardo Mancini ACSI Atletica Campidoglio                                         | 7,55 m      |
| Salto triplo                                                                            | Andrea Dallavalle Gruppo Sportivo Fiamme Gialle                                            | 17,36 m     | Simone Biasutti Gruppo Sportivo Fiamme Gialle                                            | 16,67 m     | Enrico Montanari Associazione Sportiva La Fratellanza 1874                         | 16,19 m     |
| Getto del peso                                                                          | Leonardo Fabbri Centro Sportivo Aeronautica Militare                                       | 21,85 m     | Zane Weir Gruppo Sportivo Fiamme Gialle                                                  | 21,76 m     | Nick Ponzio Athletic Club 96 Alperia                                               | 20,63 m     |
| record dei campionati; record nazionale; record personale; record personale stagionale. |                                                                                            |             |                                                                                          |             |                                                                                    |             |

### Donne
| Specialità                                                                              | Oro                                                                                  | Prestazione | Argento                                                                                | Prestazione | Bronzo                                                                                                  | Prestazione |
| Corse                                                                                   |                                                                                      |             |                                                                                        |             | |             |
| 60 m piani                                                                              | Zaynab Dosso Gruppo Sportivo Fiamme Azzurre                                          | 7"07        | Gaya Bertello Novatletica Chieri                                                       | 7"28        | Gloria Hooper Atletica Brescia 1950                                                                     | 7"30        |
| 400 m piani                                                                             | Alice Mangione Centro Sportivo Esercito                                              | 52"18       | Alessandra Bonora Gruppo Sportivo Fiamme Gialle                                        | 52"67       | Ayomide Folorunso Gruppo Sportivo Fiamme Oro                                                            | 52"68       |
| 800 m piani                                                                             | Eloisa Coiro Gruppo Sportivo Fiamme Azzurre                                          | 2'02"15     | Laura Pellicoro Bracco Atletica                                                        | 2'02"80     | Elena Bellò Gruppo Sportivo Fiamme Azzurre                                                              | 2'04"67     |
| 1500 m piani                                                                            | Ludovica Cavalli Bracco Atletica                                                     | 4'11"37     | Laura Pellicoro Bracco Atletica                                                        | 4'12"76     | Micol Majori Pro Sesto Atletica                                                                         | 4'15"66     |
| 3000 m piani                                                                            | Ludovica Cavalli Bracco Atletica                                                     | 9'03"66     | Micol Majori Pro Sesto Atletica                                                        | 9'06"44     | Valentina Gemetto Caivano Runners                                                                       | 9'10"06     |
| 60 m hs                                                                                 | Giada Carmassi Centro Sportivo Esercito                                              | 8"02        | Alice Muraro Centro Sportivo Aeronautica Militare                                      | 8"14        | Angelika Elzbieta Wegierska Atletica Firenze Marathon                                                   | 8"28        |
| Marcia 3000 m                                                                           | Federica Curiazzi Atletica Bergamo 1959                                              | 12'17"08    | Giada Traina Atletica Livorno 1950                                                     | 12'46"48    | Sofia Fiorini Atletica Libertas Unicusano Livorno                                                       | 12'50"11    |
| Staffetta 4×2 giri                                                                      | CUS Pro Patria Milano Ilaria Burattin Serena Troiani Virginia Troiani Elisa Valensin | 3'38"85     | Atletica Brescia 1950 Francesca Meletti Alexandra Almici Silvia Meletto Sophia Favalli | 3'40"39     | Bracco Atletica Alice Casagrande Carolina Molteni Emma Pollini Giulia Macchi                            | 3'45"61     |
| Concorsi                                                                                |                                                                                      |             |                                                                                        |             | |             |
| Salto in alto                                                                           | Idea Pieroni Centro Sportivo Carabinieri                                             | 1,91 m      | Asia Tavernini Gruppo Sportivo Fiamme Oro                                              | 1,85 m      | Pamela Croce Unione Sportiva Quercia Rovereto                                                           | 1,81 m      |
| Salto con l'asta                                                                        | Roberta Bruni Centro Sportivo Carabinieri                                            | 4,58 m      | Elisa Molinarolo Gruppo Sportivo Fiamme Oro                                            | 4,48 m      | Maria Roberta Gherca Centro Sportivo Aeronautica Militare Virginia Scardanzan Atletica Silca Conegliano | 4,30 m      |
| Salto in lungo                                                                          | Larissa Iapichino Gruppo Sportivo Fiamme Oro                                         | 6,69 m      | Giulia Riccardi Atletica Brescia 1950                                                  | 6,35 m      | Elisa Naldi Centro Sportivo Carabinieri                                                                 | 6,29 m      |
| Salto triplo                                                                            | Erika Saraceni Bracco Atletica                                                       | 13,71 m     | Ottavia Cestonaro Centro Sportivo Carabinieri                                          | 13,60 m     | Sara Zoccheddu CUS Cagliari                                                                             | 13,13       |
| Getto del peso                                                                          | Sara Verteramo CUS Torino                                                            | 16,33 m     | Anna Musci Alteratletica Locorotondo                                                   | 16,11 m     | Fuyuko Stella Atletica Vicentina                                                                        | 15,12 m     |
| record dei campionati; record nazionale; record personale; record personale stagionale. |                                                                                      |             |                                                                                        |             | |             |

### Campionati italiani di prove multiple indoor
| Specialità                                                                              | Oro            | Prestazione | Argento        | Prestazione | Bronzo        | Prestazione |
| Eptathlon (uomini)                                                                      | Andrea Cerrato | 5500 punti  | Alberto Nonino | 5374 punti  | Andrea Caiani | 5294 punti  |
| Pentathlon (donne)                                                                      |                |             |                |             |               |             |
| record dei campionati; record nazionale; record personale; record personale stagionale. |                |             |                |             |               |             |